# Aricia obsoleta
Aricia obsoleta är en fjärilsart som beskrevs av Tutt 1919. Aricia obsoleta ingår i släktet Aricia och familjen juvelvingar. Inga underarter finns listade i Catalogue of Life.